# Aspásio de Ravena
Aspásio de Ravena (em latim: Aspasius) foi um sofista e retórico romano, que floresceu no século III. Era filhou ou aluno do retórico Demetriano. Ensinou retórica em Roma, e ocupou a cadeira de retórica fundada pelo imperador Vespasiano (r. 69–79). Era secretário de Maximino Trácio (r. 235–238). Seus discursos, que foram elogiados por seu estilo, estão perdidos.